# Mikroregion Mantena

Mikroregion Mantena

Mikroregion Mantena – mikroregion w brazylijskim stanie Minas Gerais należący do mezoregionu Vale do Rio Doce.

## Gminy
- Central de Minas
- Itabirinha
- Mantena
- Mendes Pimentel
- Nova Belém
- São Félix de Minas
- São João do Manteninha